# Bogatyńskie
Bogatyńskie (deutsch Tüngen) ist ein Ort in der polnischen Woiwodschaft Ermland-Masuren. Es gehört zur Stadt-und-Land-Gemeinde Orneta (Wormditt) im Powiat Lidzbarski (Kreis Heilsberg).

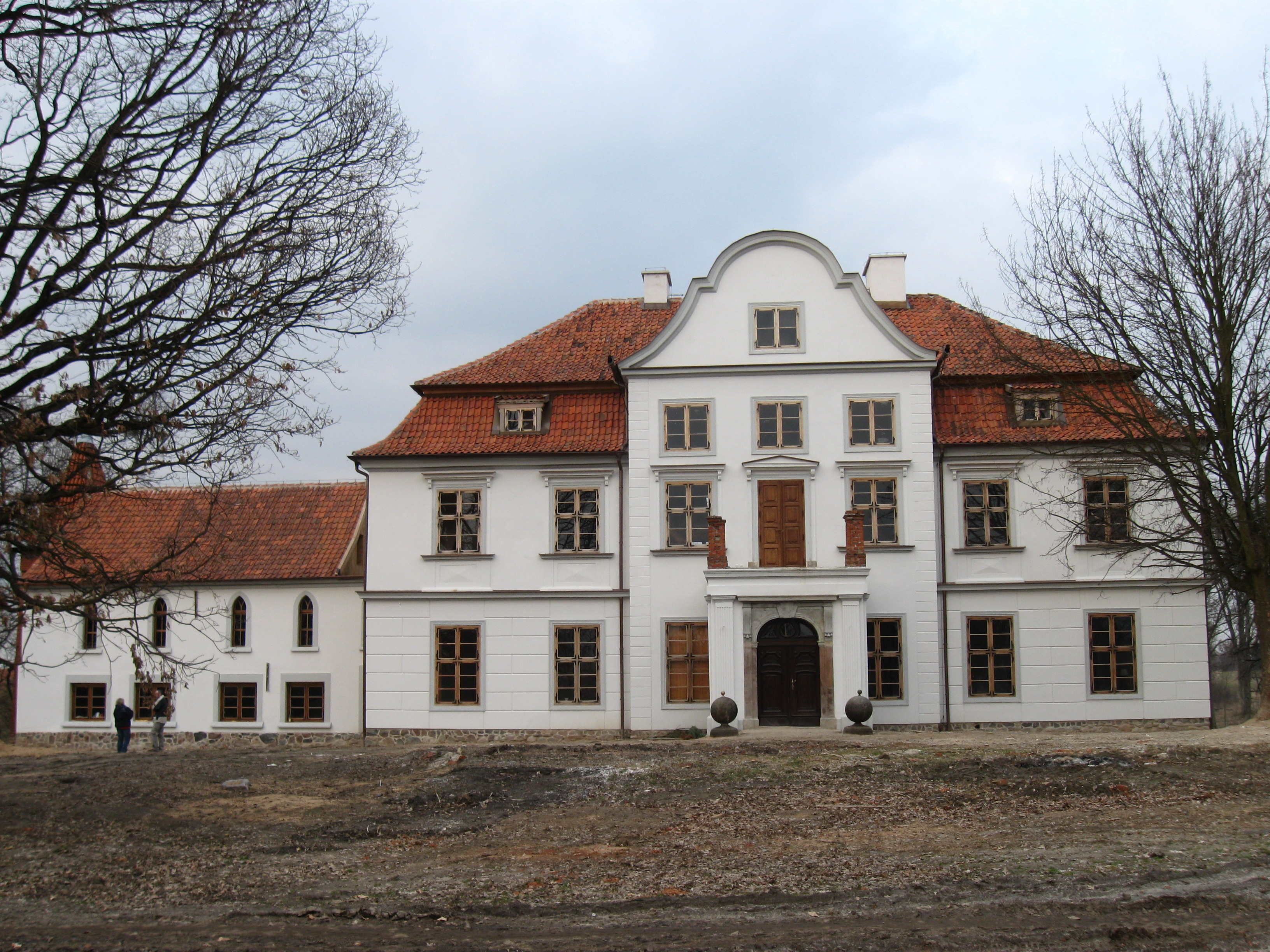
Das Tüngener Gutshaus („Schloss“) in Bogatyńskie

## Geographische Lage
Bogatyńskie liegt ostseitlich der Passarge (polnisch Paslęka) im Nordwesten der Woiwodschaft Ermland-Masuren, 37 Kilometer südöstlich der früheren Kreisstadt Braunsberg (polnisch Braniewo) bzw. 34 Kilometer westlich der heutigen Kreismetropole Lidzbark Warmiński (Heilsberg).

## Geschichte

### Ortsgeschichte
Die Handfeste für Tüngen mit Dorf und Gut wurde 1282 oder 1287 verliehen. Der Ortsname bezieht sich auf die hier ansässig gewesene Gutsbesitzerfamilie Tunge, aus der der ermländische Bischof Nikolaus von Tüngen stammte.
Im 18. Jahrhundert gehörte Tüngen zu den größten Besitzungen im Ermland. Am 18. Juni 1874 wurde Tüngen Amtsdorf und damit namensgebend für einen Amtsbezirk im ostpreußischen Kreis Braunsberg, Regierungsbezirk Königsberg, der bis 1945 bestand.
215 Einwohner zählte Tüngen im Jahre 1910, von denen 71 in der Landgemeinde Tüngen und 144 im Gutsbezirk Tüngen lebten. Am 30. September 1928 verlor der Gutsbezirk Tüngen seine Existenz, als er zusammen mit dem Nachbargutsbezirk Korbsdorf (polnisch Karkajmy) in die Landgemeinde Tüngen eingegliedert wurde. Die Einwohnerzahl dieser neu formierten Gemeinde Tüngen belief sich 1933 auf 440 und 1939 auf 422.
Als 1945 das gesamte südliche Ostpreußen in Kriegsfolge an Polen abgetreten wurde, erhielt Tüngen die polnische Namensform „Bogatyńskie“. Das Dorf ist heute eine Ortschaft im Verbund der Gmina Orneta (Stadt-und-Land-Gemeinde Wormditt) im Powiat Lidzbarski (Kreis Heilsberg), von 1975 bis 1998 der Woiwodschaft Elbląg, seither der Woiwodschaft Ermland-Masuren zugehörig. Im Jahre 2021 zählte Bogatyńskie 83 Einwohner.
Das spätbarocke Gutshaus von Tüngen aus dem Jahre 1772 wurde nach 1945 restauriert und ist mit zwei alten Nebengebäuden erhalten. Außerdem finden sich noch Reste des Gutsparks.

### Amtsbezirk Tüngen (1874–1945)
Bei seiner Errichtung bildeten sechs Orte den Amtsbezirk Tüngen. Aufgrund struktureller Veränderungen waren es 1945 noch drei:
| Deutscher Name | Polnischer Name | Anmerkungen                                   |
| -------------- | --------------- | --------------------------------------------- |
| Korbsdorf      | Karkajmy        | 1928 in die Landgemeinde Tüngen eingegliedert |
| Krickhausen    | Krzykały        |                                               |
| Pillau         | Piława          | vor 1908 in die Stadt Wormditt eingemeindet   |
| Tüngen (Dorf)  | Bogatyńskie     |                                               |
| Tüngen (Gut)   |                 | 1928 in die Landgemeinde Tüngen eingegliedert |
| Wagten         | Drwęczno        |                                               |

## Religion

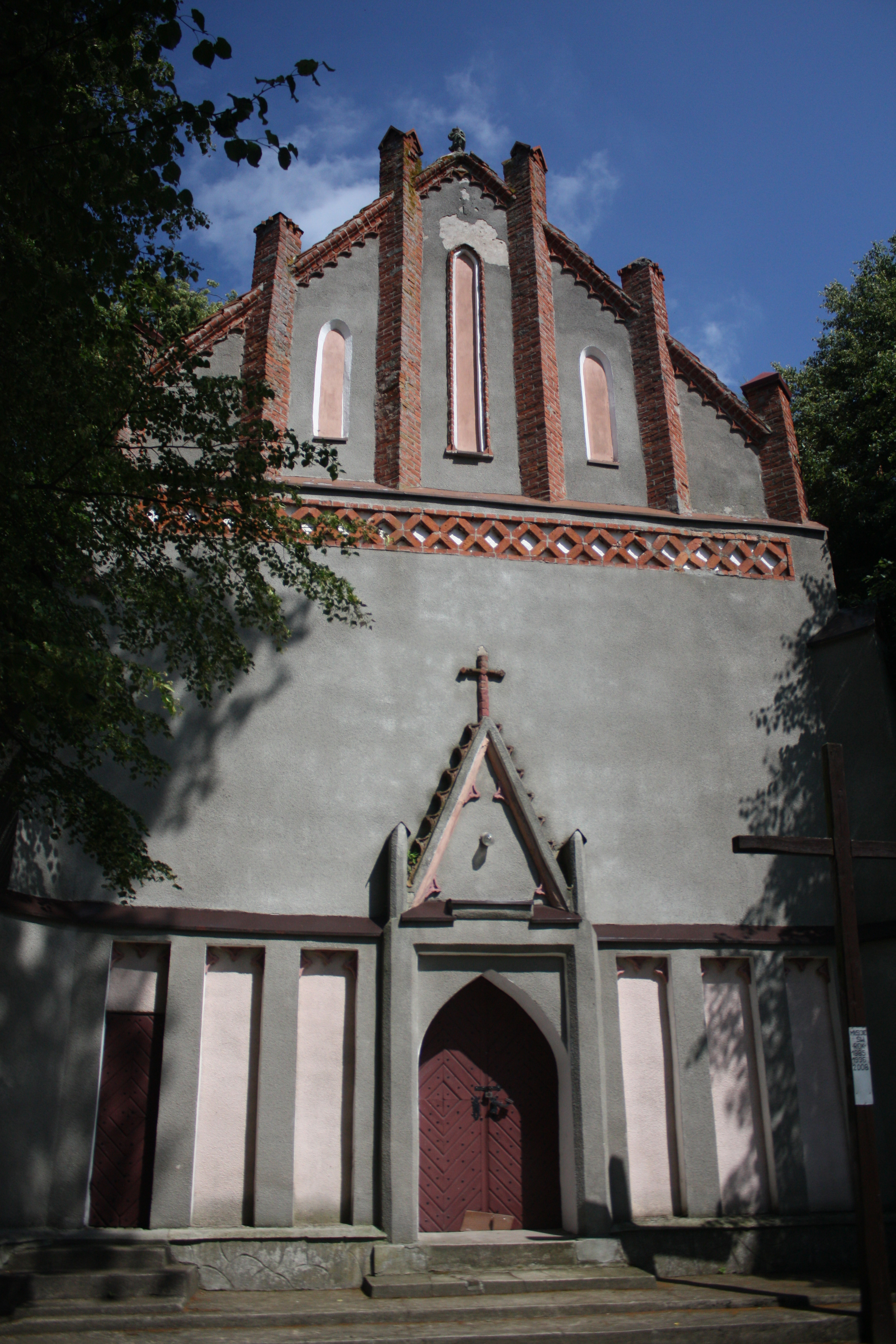
Die Kirche in Bogatyńskie

Bogatyńskie verfügt über eine eigene römisch-katholische Kirche. Sie wurde 1831 im Stil ohne Turm gebaut. Außerdem gibt es eine neugotische Kapelle der Gutsbesitzerfamilie von Blell aus dem Jahre 1859.
Die evangelischen Einwohner des Ortes orientierten sich bis 1945 zur Wormditter Kirche in der Kirchenprovinz Ostpreußen der Kirche der Altpreußischen Union. Heute ist Bogatyńskie der Diözese Masuren der Evangelisch-Augsburgischen Kirche in Polen zugeordnet.

## Verkehr
Nach Bogatyńskie führt eine Nebenstraße, die bei Orneta (Wormditt) von der Woiwodschaftsstraße 528 abzweigt und über Karkajmy (Korbsdorf) ans Ziel führt. Die Stadt Orneta ist auch die nächste Bahnstation. Sie liegt an der Bahnstrecke Olsztyn Gutkowo–Braniewo.